# Necròpoli de Pedreirinha
La Necròpoli de Pedreirinha és un monument situat a la freguesia de Sâo Bartolomeu de Messines, al municipi de Silves, a la regió de l'Algarve, a Portugal.

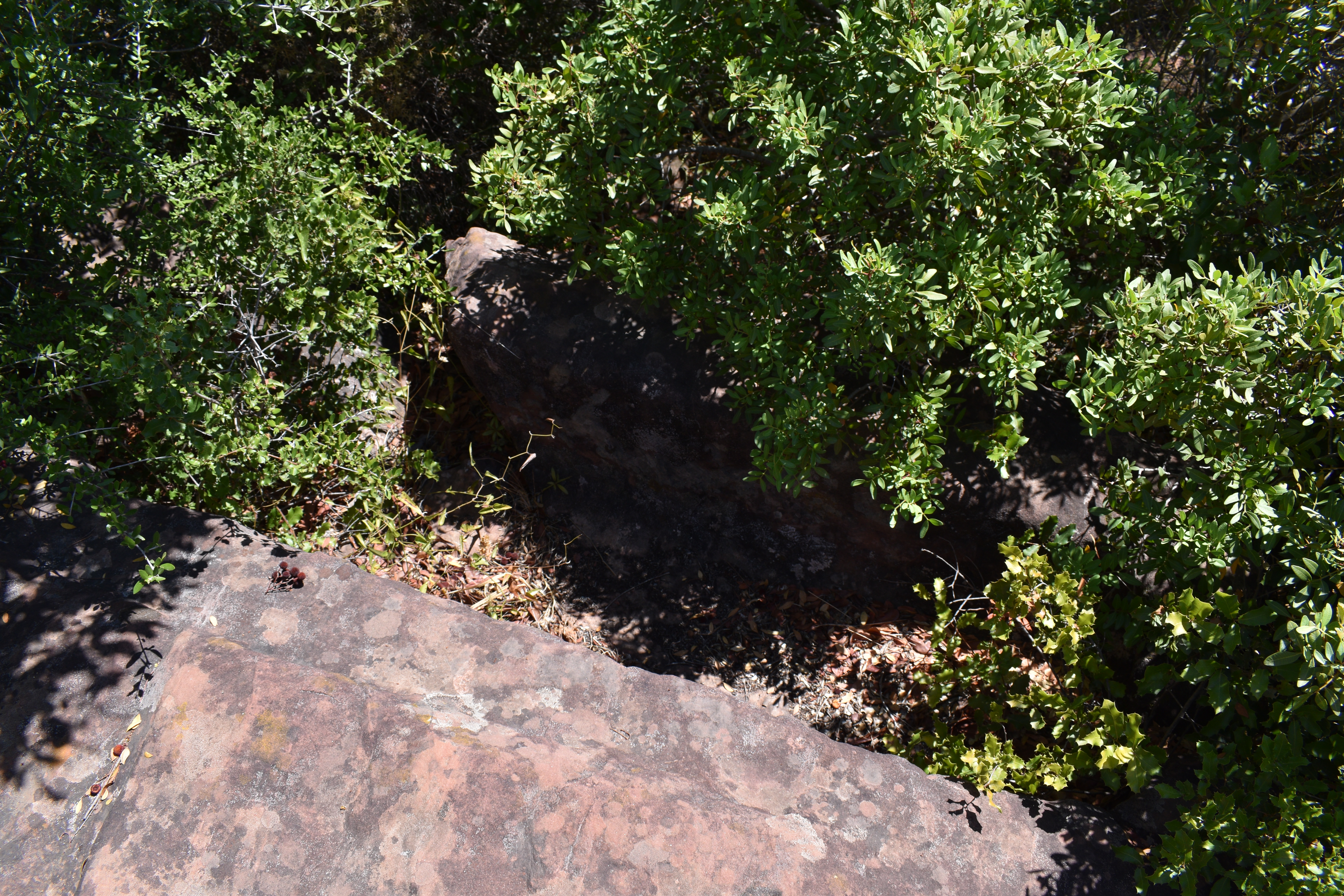
Vestigis de la sepultura infantil

## Història i descripció
La necròpoli és al cim d'un pujol conegut com Cerro da Pedreirinha, a la zona de Vale Fuzeiros. La formen quatre sepulcres excavats en dos cingles de gres de Silves. El grup principal el componen tres sepultures molt properes, de planta rectangular o subtrapezoïdal, de les quals dues són d'adult, i una destinada a un xiquet.(2) A prop, més avall hi ha la quarta sepultura, de forma ovalada, amb un centre més ample que la capçalera i els peus.(2) No resten vestigis de les tapadores dels sepulcres, ni s'ha descobert cap troballa corresponent a les sepultures.
Forma part d'un conjunt de monuments denominat Circuit Arqueològic de Vilarinha, que integra també l'Alineament de Menhirs de Vilarinha i les necròpolis de Carrasqueira i Forneca.(1)
El monument es degué utilitzar durant l'alta edat mitjana, probablement construït per una comunitat que aprofitava els sòls fèrtils, abastits pel barranc de Baralha, i la proximitat de la serra, que subministrava alimentació i fusta.(4) Les troballes arqueològiques en les redoneses, però, suggereixen una ocupació humana del lloc molt més antiga.(2) S'hi aplegaren peces prehistòriques, com un passador d'una mola, una destral de pedra polida i una destral de Mira, aquesta darrera una mica més lluny.(2) A la rodalia hi ha vestigis d'una possible mámoa del neoeneolític, i altres vestigis d'ocupació durant el període romà, en què es trobaren fragments de ceràmica comuna, de terra sigillata i de construcció, diverses pedres de gres que podrien formar part d'una estructura, i un forn de calç, de grans dimensions.(3)
Les primeres referències a la seua existència daten del segle xx, quan erradament s'identificaren com a piles de culte de l'època romana.(2) El 2005 s'hi feren treballs arqueològics d'alçat, durant els quals s'identificaren les tres sepultures del grup central.(3) El 8 d'octubre de 2014, la Cambra Municipal de Silves inicia el procés de classificació de la necròpoli.(2) L'11 de febrer la Direcció General del Patrimoni Cultural va autoritzar-ne la classificació, en la categoria de Lloc d'Interés Municipal, i l'ordenança es publica com a n.º 39/2016, de 15 de juny.(2)